# Газан-хан
Газан, мусульманское имя — Махмуд (5 ноября 1271, Абескун, Мазандеран — 11 или 17 мая 1304, Казвин) — ильхан государства Хулагуидов (1295—1304), старший сын Аргуна, внук Абаги.

## Ранние годы
Газан был воспитан в буддизме. После вступления на престол своего отца Аргуна (1284) был назначен наместником Хорасана, Мазандерана, Кумиса и Рея; этими провинциями управлял и при Гайхату-хане (1291—1295). В период наместничества построил в Кучане буддийский храм.

## Вступление на престол
Газан начал борьбу против Байду, казнившего Гайхату-хана (26 марта 1295 года) и узурпировавшего власть. Могущественный эмир Ноуруз посоветовал Газану стать мусульманином, заявив:
«Ежели-де государь, прибежище мира, укрепит ислам своей верой в него, то плохого не будет».
16 июня 1295 года в замке Ларджан, располагавшемся в горах Эльбурс, между Реем и Амулем, Газан вместе со своим окружением принял ислам и получил имя Махмуд. Его наставлял в вопросах веры Садр ад-Дин Ибрагим Хамави (1246—1322), крупнейший теолог и мистик своего времени. Победив и казнив Байду, Газан был провозглашён ильханом на курултае в Карабахе (Арран) 3 ноября 1295 года и сделал ислам государственной религией.

## Реформы
К началу правления Газана хозяйство страны находилась в полном упадке, будучи разорённым монгольским завоеванием и последующим бесконтрольным ограблением крестьян. Крестьяне массово бежали со своих земель, демографическая ситуация постоянно ухудшалась. Принятие ислама позволило ильхану получить поддержку мусульманской чиновной знати. С помощью Рашид ад-Дина, назначенного визирем Высочайшего дивана в 1298 году, были проведены важнейшие реформы, приведшие к некоторому оздоровлению экономики государства. Указом ильхана крестьяне прикреплялись к земле, и вводился 30-летний сыск беглых. Налоговая система была приведена в порядок, произвол сборщиков налогов ограничен. Была установлена единая система мер и весов по образу столичной (столицей тогда был Тебриз).
Помимо этого, Газан-хан способствовал возрождению городского ремесленного производства. Создавались государственные мастерские, в которых сначала работали рабы, которые потом были переведены на положение полузависимых работников, получавших натуральное жалованье. Все эти нововведения временно усилили державу, но дальнейшее усиление налогового гнёта лишь усилило разорение крестьян и их бедственное положение.
Меры, принятые ильханом, также укрепили положение военно-кочевой знати: были признано право монголов и тюрок на получение икта (земельных наделов за службу). На практике такие наделы становились наследственными, а их владельцы получали права налогового иммунитета. Это привело к сокращению казённых земельных фондов и, следовательно, доходов государства.

## Войны в Сирии
Принятие Газаном ислама не изменило традиционной политики ильханов — борьбы против египетских мамлюков. В 1299—1303 годах он совершил три похода в Сирию.
В конце 1299 года силы Газана заняли Халеб, а затем, соединившись с отрядами правителя Киликийской Армении Хетума II, нанесли войскам египетского султана аль-Малика ан-Насира Мухаммеда ибн Кала’уна поражение в битве при Вади аль-Хазнадар у городка Салмия близ Хомса (22 декабря 1299 года, известна также как «Третья битва при Хомсе»). После этого часть войск ильхана отделилась от основных сил и с целью уничтожения преследовала отступавшую мамлюкскую армию до Газы. Захватив Хомс, Газан направился к Дамаску и занял его в начале 1300 года. После этого ильхан фактически установил контроль над всей Сирией. Но из-за нападения Чагатаидов на Фарс и Керман ильхан с войском был вынужден возвратиться в Иран. В Сирии он оставил десятитысячный отряд под командованием полководца Мулая, который в своих рейдах в Палестине доходил до Газы и Иерусалима, но в марте Мулай вернулся в Иран. В мае территория Сирии без боя вновь перешла к Египту.
Второй поход в Сирию Газан начал в сентябре 1300 года, вновь взял и разграбил Дамаск, но когда он покинул Сирию город передался мамлюкам. В начале 1303 года полководец Газана Кутлуг-шах вновь выступил на запад. Однако войска Кутлуг-шаха потерпели поражение в битве при Мардж ас-Суффаре близ Дамаска (20 апреля) и отступили.
Газан умер 10 мая 1304 года. Преемником Газана стал его брат Олджейту

## Личность
Кроме родного монгольского Газан отчасти знал персидский и тюркский, немного — арабский, хинди, китайский, кашмирский и «франкский» (французский). Был хорошо знаком с историей своего народа, а также историей и культурой Ирана. Интересовался медициной, астрономией, химией, во время охоты собирал растения, установил факт существования в Персии многих целебных трав, которые раньше привозились из Китая, Индии и Туркестана.